# Freefall (ER)
Freefall is de achtste aflevering van het tiende seizoen van de televisieserie ER, die voor het eerst werd uitgezonden op 20 november 2003.

## Verhaal
Het is Thanksgiving Day en een helikopterongeluk verstoort de dagelijkse werkzaamheden op de SEH. Terwijl de helikopter wil opstijgen vanaf het platform op het dak gaat er iets fout en hierdoor stort het neer voor de ingang van de SEH, met vele explosies tot gevolg. 
Dr. Lewis vreest voor het leven van Chuck, deze zou aan boord gezeten hebben als verpleger, haar vreugde is groot als later blijkt dat hij niet aan boord was. Later blijkt wel dat hij zwaar gewond is geraakt tijdens het ongeluk. 
Dr. Romano wordt verpletterd door de neerstortende helikopter en overleeft dit niet.
Dr. Pratt dreigde ontslagen te worden door dr. Romano en dr. Morris werd betrapt door dr. Romano voor het roken van een joint,  nu hij overleden is lopen hun carrières als arts geen gevaar meer.
Dr. Kovac geniet van Thanksgiving Day met Samantha Taggart en haar zoon Alex.

## Rolverdeling

### Hoofdrollen
- Noah Wyle - Dr. John Carter
- Laura Innes - Dr. Kerry Weaver
- Mekhi Phifer - Dr. Gregory Pratt
- Alex Kingston - Dr. Elizabeth Corday
- Goran Višnjić - Dr. Luka Kovac
- Sherry Stringfield - Dr. Susan Lewis
- Sharif Atkins - Dr. Michael Gallant
- Paul McCrane - Dr. Robert Romano
- Scott Grimes - Dr. Archie Morris
- Glenn Howerton - Dr. Nick Cooper
- Amy Aquino - Dr. Janet Coburn
- John Aylward - Dr. Donald Anspaugh
- Linda Cardellini - verpleegster Samantha 'Sam' Taggart
- Oliver Davis - Alex Taggart
- Laura Cerón - verpleegster Chuny Marquez
- Lily Mariye - verpleegster Lily Jarvik
- Bellina Logan - verpleegster Kit
- Montae Russell - ambulancemedewerker Dwight Zadro
- Lyn Alicia Henderson - ambulancemedewerker Pamela Olbes
- Emily Wagner - ambulancemedewerker Doris Pickman
- Parminder Nagra - Neela Rasgrota
- Maura Tierney - Abby Lockhart
- Donal Logue - Chuck Martin
- Troy Evans - Frank Martin
- Rossif Sutherland - Lester Kertzenstein
- Thandie Newton - Makemba 'Kem' Likasu

### Gastrollen (selectie)
- Amy Pietz - zwangere vrouw met hiv
- Raynor Scheine - Mr. Garland
- Eugene Butler - Dr. Hewitt
- Liza Del Mundo - Severa
- Sean Douglas - brandweerman
- Destiny Edmond - Judy
- Michael Gregory - Westbrook